# Adolf Jakub Cohn
Adolf Jakub Cohn (ur. 1843, zm. 1907 w Petersburgu) – żydowski i polski prawnik i publicysta, jeden z protagonistów literatury polsko-żydowskiej.

## Życiorys
Ukończył Warszawską Szkołę Rabinów oraz studia prawnicze w Szkole Głównej Warszawskiej. Był zwolennikiem asymilacji Żydów. Przed 1863 roku zaangażował się w działalność młodzieżowych kół patriotycznych, w 1862 roku proponował utworzenie „Towarzystwa do krzewienia literatury polsko-izraelskiej”. 
Pracował jako adwokat przysięgły. Był członkiem redakcji tygodnika „Izraelita”, współpracował także z czasopismami „Kłosy”, „Prawda”, „Gazeta Polska” oraz „Przeglądem Sądowym” i „Gazetą Sądową”. Był również tłumaczem z języka niemieckiego i rosyjskiego.
Pod koniec życia objął funkcję sekretarza Komisji Kolonizacyjnej założonej w Petersburgu przez Maurice de Hirscha.